# 郭晓敏
郭晓敏（1983年10月1日—），陕西西安人，中国大陆电视节目主持人，毕业于重庆大学美视电影学院，后留学美国，目前回国和丈夫李好在江苏卫视主持《一站到底》栏目。

## 生平
郭晓敏出生于陕西省西安市，2002年考入重庆大学美视电影学院。
2007年，郭晓敏到湖南电视台工作，工作期间曾经被歹徒劫持，她通过拖延时间使得歹徒被保安制伏。
2010年，郭晓敏在湖南电视台潇湘电影频道担任主持人、记者。
2008年，郭晓敏留学美国，攻读MBA。毕业后为联合国国际难民组织义务工作，曾在美国举行联合国东西财经论坛，纽约华人春晚等节目。
2011年，郭晓敏陪丈夫李好回到国内，在江苏电视台《一站到底》担任主持人。

## 家庭
郭晓敏的丈夫李好是湖南电视台和江苏电视台的主持人，两人恋爱8年，2011年，两人在美国拉斯维加斯举办了婚礼。2014年5月9日晓敏生了儿子名为李敏好。2017年7月小儿子出生。

## 职业生涯

### 湖南电视台
- 《算你狠》
- 《第一放映室》

### 江苏电视台
- 《一站到底》，搭档：李好[1][2]

### 电视剧
- 《丑女无敌》[8]

### 话剧
- 《青瓷》[10]